# پریمو کارنرا
پریمو کارنرا (انگلیسی: Primo Carnera؛ ‏ ۲۶ اکتبر ۱۹۰۶ – ۲۹ ژوئن ۱۹۶۷) یک بوکسور و هنرپیشه اهل ایتالیا بود.
از فیلم‌های او می‌توان به هارلم اشاره کرد.